# Stresemann-Gesellschaft
Die Stresemann-Gesellschaft e. V. ist ein 1955 gegründeter eingetragener Verein mit Sitz in Mainz. Die Gesellschaft erinnert an den deutschen Reichskanzler, Außenminister und Friedensnobelpreisträger Gustav Stresemann.

## Selbstverständnis und Tätigkeit
Der Verein versteht sich als Forum zur gesellschaftlichen Verständigung über Außenpolitik und Europapolitik in Deutschland. Hierzu bietet der Verein Veranstaltungen für die breite Öffentlichkeit („Stresemann-Forum“, „Stresemann-Rede“) sowie für den wissenschaftlichen Nachwuchs der Geschichts-, Rechts- und Sozialwissenschaften („Stresemann-Werkstatt“) an. Die jährliche „Stresemann-Rede“ findet im Festsaal der Staatskanzlei Rheinland-Pfalz statt. Als Erinnerung an den Beginn der Kanzlerschaft Gustav Stresemanns vor 100 Jahren veröffentlicht die Gesellschaft seit 2023 als „Stresemann-Gespräch“ Podcasts mit Experten, unter anderem mit dem Historiker Andreas Rödder und Stresemanns Enkelin Christina Stresemann.

## Stresemann-Medaille
Daneben verleiht die Gesellschaft die „Stresemann-Medaille in Gold“ für Verdienste um die europäische Einigung oder die Sicherung des Friedens und der Menschenrechte. Zu den Preisträgern gehören unter anderem Amintore Fanfani, Edward Heath, Gyula Horn und Simone Veil.
Preisträger
- Joseph Luns (1968)
- Amintore Fanfani (1970)
- Edward Heath (1973)
- Leo Tindemans (1979)
- Louise Weiss (1980)
- José María de Areilza (1983)
- Karl Carstens (1985)
- Gyula Horn (1990)
- Simone Veil (1993)
- Władysław Bartoszewski (1996)
- Mário Soares (1999)
- Guido de Marco (2005)

## Präsidenten
Gründungspräsident der Stresemann-Gesellschaft war der Diplomat, Politiker und Mitarbeiter Stresemanns Hans Heinrich Redlhammer. Heutige Vorsitzende sind Thomas Christ und Andreas Rödder.
- 1955–1975: Hans Heinrich Redlhammer
- 1975–1990: Marie-Elisabeth Klee
- 1975–1992: Karl Otmar von Aretin
- 1990–2002: Walter Rudolf
- 1992–2008: Joachim Russ
- 2002–2008: Heinz Duchhardt
- 2008–2018: Stephan Hölz
- seit 2008: Andreas Rödder
- seit 2018: Thomas Christ

## Namenskontroverse und Auseinandersetzung mit der AfD
Im Jahr 2018 wehrte sich die Stresemann-Gesellschaft öffentlich gegen Überlegungen der Alternative für Deutschland (AfD), ihre parteinahe Stiftung nach Gustav Stresemann zu benennen. Konkret waren die Anerkennung der in Jena gegründeten Gustav-Stresemann-Stiftung oder alternativ die Umbenennung der Desiderius-Erasmus-Stiftung im Gespräch. Der Mainzer Historiker und Vorsitzende der Stresemann-Gesellschaft Andreas Rödder sprach der AfD jeden Anspruch auf das Erbe des Friedensnobelpreisträgers ab und kündigte die Prüfung rechtlicher Schritte an, sollte die Stiftung an dem Namen festhalten. Nach einer Klage der Familie Stresemann untersagte das Landgericht Berlin der Gustav-Stresemann-Stiftung im Oktober 2019, den Namen weiter zu benutzen, und verwies auf die bestehende „Zuordnungsverwirrung“.